# Националсоциалистическа работническа партия на Швеция
Националсоциалистическа работническа партия на Швеция (ССС) (на шведски: Svensk socialistisk samling; SSS) е нацистка политическа партия в Швеция.

## История
Партията е създадена през 1933 г. от Свен-Олоф Линдхолм, след като се разделя с Шведската националсоциалистическа партия, след поредица от сблъсъци на политиката и личността. Първоначално, партията действа като опростена версия на Националсоциалистическа германска работническа партия, като партийният вестник Den Svenske Nationalsocialisten повтаря това, което се казва в Нацистка Германия, а организацията Nordisk Ungdom (Северна младеж), служи като копие на Хитлерюгенд (въпреки че е в по-малък мащаб). Свастиката също първоначално е използвана като партийна емблема.
ССС се различава от германския модел още от самото начало, тъй като поставя силен акцент върху антикапиталистическия характер на тяхната реторика. Акцентът на партията върху социализма над нацизма, кара мнозина да ги наричат „Щрасерите“, въпреки че избягват директната критика на Адолф Хитлер, която до средата на 1930-те години образува по-голямата част от писанията на Ото Щрасер.
Партията продължава да се отдалечава от модела на Хитлер и до голяма степен изоставя връзките си с Германия в полза на по-шведски модел. През 1938 г. престават да използват свастиката и я заменят с Vasakärven – стара шведска емблема, използвана от крал Густав II Адолф. Партията запада драстично по време на Втората световна война и официално е разпусната през 1950 г.
През 1943 г. националният конгрес на партията в Упсала предизвиква избухването на Великденските бунтове. По време на войната, неин известен член е по-късно основателя на ИКЕА Ингвар Кампрад.
Партията е една от първите, които отричат Холокоста.